# NGC 4062
NGC 4062 is een balkspiraalstelsel in het sterrenbeeld Grote Beer. Het hemelobject werd op 20 maart 1787 ontdekt door de Duits-Britse astronoom William Herschel.

## Synoniemen
- UGC 7045
- IRAS 12015+3210
- MCG 5-29-4
- KARA 518
- ZWG 158.8
- KUG 1201+321
- PGC 38150